# Arroyo Chiquito, Mexiko
Arroyo Chiquito är en ort i Mexiko.   Den ligger i kommunen San Juan Bautista Tuxtepec och delstaten Oaxaca, i den sydöstra delen av landet, 400 km öster om huvudstaden Mexico City. Arroyo Chiquito ligger 62 meter över havet och antalet invånare är 409.
Terrängen runt Arroyo Chiquito är platt åt nordost, men åt sydväst är den kuperad. Runt Arroyo Chiquito är det ganska tätbefolkat, med 139 invånare per kvadratkilometer. Närmaste större samhälle är Tuxtepec, 9,1 km norr om Arroyo Chiquito. Omgivningarna runt Arroyo Chiquito är en mosaik av jordbruksmark och naturlig växtlighet.